# Liste der Monuments historiques in Thairé
Die Liste der Monuments historiques in Thairé führt die Monuments historiques in der französischen Gemeinde Thairé auf.

## Liste der Bauwerke
| Bezeichnung                       | Beschreibung                      | Standort                       | Kennzeichnung | Schutzstatus | Datum | Bild           |
| --------------------------------- | --------------------------------- | ------------------------------ | ------------- | ------------ | ----- | -------------- |
| Kirche Notre-Dame-de-l’Assomption | Erbaut im 14. und 15. Jahrhundert | Thairé, Rue de l’église (Lage) | PA00105283    | Inscrit      | 1925  | weitere Bilder |

## Liste der Objekte
Zum Verständnis siehe: Kirchenausstattung
| Bezeichnung                                                 | Beschreibung                                               | Standort                                                | Kennzeichnung | Schutzstatus | Datum | Bild |
| ----------------------------------------------------------- | ---------------------------------------------------------- | ------------------------------------------------------- | ------------- | ------------ | ----- | ---- |
| Gemälde Allégorie de la Religion ou La Religion triomphante | Öl auf Leinwand, 18. Jahrhundert                           | Thairé, in der Kirche Notre-Dame-de-l’Assomption (Lage) | PM17001646    | Inscrit      | 1989  |      |
| Schiffsmodell L’aimable Françoise                           | Votivgabe; Modell eines Dreimasters; Holz, 19. Jahrhundert | Mortagne, Rue de la chapelle, in der Kirche (Lage)      | PM17001755    | Inscrit      | 1993  |      |
| Kollektenschale                                             | Zinn, vermutlich aus dem 18. Jahrhundert                   | Mortagne, Rue de la chapelle, in der Kirche (Lage)      | PM17001553    | Inscrit      | 1988  |      |
| Gemälde Martyrium eines Heiligen                            | Öl auf Leinwand, 18. oder 19. Jahrhundert                  | Mortagne, Rue de la chapelle, in der Kirche (Lage)      | PM17001647    | Inscrit      | 1989  |      |